# Empoasca masoodi
Empoasca masoodi är en insektsart som beskrevs av Naheed och M. Firoz Ahmed 1980. Empoasca masoodi ingår i släktet Empoasca och familjen dvärgstritar.
Artens utbredningsområde är Pakistan. Inga underarter finns listade i Catalogue of Life.